# Bródy András (közgazdász)
Bródy András (Budapest, 1924. június 18. – Budapest, 2010. december 3.) Széchenyi-díjas magyar közgazdász. Bródy János Kossuth-díjas zenész és Bródy Mihály nyelvész apja.

## Életpályája
A szülei a Hungária Könyvkiadót vezették.  Gimnazistaként részt vett a munkában, szedőgépszerelést és könyvkötészetet tanult, ő végezte a részletre vásárlók nyilvántartását. A technika iránti érdeklődése már korán megnyilvánult, 11-12 éves korában rádióamatőrként működött. Amikor leérettségizett, a numerus clausus miatt nem iratkozhatott be rendes hallgatóként az egyetemre, így rendkívüli hallgatóként tanult matematikát. A második világháború alatt munkatáborba hívták be, ahonnan Szegedre szökött, ahol folytatta az egyetemi tanulmányait. Édesapja hívására visszament Budapestre, és a könyvosztály vezetőjeként bekapcsolódott a kiadó munkájába. A kiadó államosításakor ő lett a részvénytársaság vezérigazgatója. A politikai helyzet romlása miatt elment a Ganz-MÁVAG-ba karusszel esztergályosnak. Közben, 1948-ban beiratkozott a Marx Károly Közgazdaságtudományi Egyetemre. 1952-ben, az egyetem elvégzése után a Kohó- és Gépipari Tervezőirodában közgazdászként, majd a Csepel Művek Csőgyárában vezető statisztikusként dolgozott. 1956-ban került az akkor alakuló Magyar Tudományos Akadémia (MTA) Közgazdaságtudományi Intézetébe, amit nyugdíjazásáig csak azokban az időkben hagyott el, amikor külföldi meghívásainak tett eleget. 1958-64-ig a Budapesti Műszaki Egyetemen tanított. 1960-ban egyetemi doktori fokozatot szerzett, majd 1961-ben kandidált. 1964-ben Ford ösztöndíjjal meghívták a Harvard Egyetemre, ahol egy évet töltött. 1969-ben védte meg akadémiai doktori disszertációját. 1970-ben meghívták a Lusakai Egyetemre (Zambia) tanszékvezetőnek, itt tanított 1972-ig, majd 1974-ben visszahívták a Business & Economics tagozat vezetésére. 1977-ig töltötte be ezt az állást. 1982-ben Indiában (Delhi University), 1989-ben Franciaországban (Nizza), 1991-ben Ausztráliában (La Trobe), 1997-ben Japánban (Hitocubasi) tanított. A Budapesti Közgazdaságtudományi Egyetem különböző tanszékei is meghívták oktatónak. 1989-ben megválasztották az MTA közgazdasági bizottsága elnökévé, majd 1993-ban a megbízatását egy újabb ciklusra meghosszabbították. 1987-ben részt vett a Nemzetközi Input-Output Társaság szervezésében, és 1989-ben megalapította a társaság folyóiratát Economic Systems Research címmel. A folyóiratnak 1994-ig főszerkesztője, majd szerkesztőbizottsági tagja. Részt vett a New Palgrave közgazdasági lexikon szerkesztésében. Tudományos munkássága mellett az 1980-as évek közepétől intenzív publikációs tevékenységet is folytatott. 2010 decemberében bekövetkezett haláláig dolgozott.

## Munkássága
Könyvkiadó korában jelentős munkát végzett a könyv- és folyóirat-kiadásban. Közgazdász-kutatóként a fő kutatási területe a gazdaság matematikai modellezése, a gazdaság egyensúlya és ciklusainak elmélete. Munkáját alapvetően határozta meg a tárgymutató, amit Marx A tőke című könyvéhez készített, akit haláláig komoly közgazdasági gondolkodónak tartott. 1952-ben, friss diplomával a kezében a Kohó- és Gépipari Tervező Irodán kezdett dolgozni. Itt készítette el a Diósgyőri Kohászati Művek input-output táblázatokon alapuló önköltségi terveit. Ezen a munkán már Jánossy Ferenccel (Lukács György nevelt fiával) együtt dolgozott. 1961-ben védte meg kandidátusi disszertációját, amit Leontief input-output elméletéről írt. 1980-ban jelent meg a Ciklus és szabályozás: Kísérlet a klasszikus piac- és cikluselmélet matematikai modelljének megfogalmazására című könyve. Az Afrikában végzett kutatás eredménye ez a könyv. A kilencvenes években új területtel kezdett foglalkozni, a fizika, közelebbről a termodinamika mérési módszereit alkalmazta a közgazdaságban, ezzel új méréselméletet vezetett be. Ebben az időben a hamiltoni-neumanni modellekről írt tudományos értekezéseket.
Publikációs tevékenysége során a napi aktualitásokat helyezte új megvilágításba.

## Családja
Nagyapjai Bródy Sámuel és Maróti Rintel Géza. Édesapja dr. Bródy László, édesanyja Maróti Dóra. Két fia van: Bródy János Kossuth-díjas zenész és Bródy Mihály nyelvész.

## Díjai, elismerései
- Széchenyi-díj (1997) – A gazdasági növekedés és a cikluselmélet hazai művelése terén elért eredményeiért.
- Budapesti Közgazdaságtudományi Egyetem díszdoktora (1999)
- Krekó Béla-díj (2005)
- Jánossy Ferenc Szakkollégium tiszteletbeli szenior tagjává választotta (2008)[4] - különösen a matematikai közgazdaságtan területén kifejtett tudományos munkájáért, valamint a szakkollégisták számára tartott házi szemináriumai keretében a Szakkollégium névadójához, Jánossy Ferenchez fűződő erős baráti viszonyából adódó személyes élményeinek, ismereteinek, elméleteinek és tudományos nézőpontjainak megosztásáért.[5]

## Főbb publikációi

### Tudományos munkái
- Számviteli alapismeretek 2. Statisztika; Művelődésügyi Minisztérium, Bp., 1961
- Az ágazati kapcsolatok modellje : a felhasznált absztrakciók, azok korlátai és a számítások pontossága. Bp. : Akadémiai K. 1964. 218 p.
- A vállalati döntések előkészítésének matematikai modelljei; szerk. Bródy András; Közgazdasági és Jogi, Bp., 1967
- Érték és újratermelés: kísérlet a marxi értékelmélet és újratermelési elmélet matematikai modelljének megfogalmazására. Bp. : KJK, 1969. 357 p.
- The rate of economic growth in Hungary, 1924-1965. Is the business cycle obsolete? (ed. M. Bronfenbrenner.) New York : Wiley, 1969. 312-327. p.
- Contributions to input-output analysis (ed. A. Bródy – A.P. Carter). Amszterdam : North Holland Publishing Co. 345 p. (Reprinted: 1972, 1978).
- Applications of input-output analysis (ed. A. Bródy-A.P. Carter). Amsterdam : North Holland Publishing Co. 385 p. (Reprinted: 1972, 1978).
- Proportion, prices and planning. A mathematical restatement of the labor theory of value (Érték és újratermelés); Bp., Amsterdam : Akadémiai K., North-Holland Publishing Co. 1970. 194 p.
- Ciklus és szabályozás : kísérlet a klasszikus piac- és cikluselmélet matematikai modelljének megfogalmazására. Bp. : KJK, 1980. 271 p.
- Lassuló idő : a gazdasági bajok magyarázatához. Bp. : KJK, 1983. 166 p. Utánnyomás: 1984.
- Slowdown : global economic maladies. Beverly Hills, Calif. : Sage, 1985. 160 p.
- Prices and quantities. The new Palgrawe. London: Macmillan, 1987. 957-960. p.
- Economics and thermodynamics. John von Neumann and modern economics (ed. Dore-Chakravarty-Goodwin). Oxford. : Clarendon Press, 1989. 141-148. p.
- Observations concerning the growth cycle. Nonlinear and multisectoral macrodynamics (ed. Vellupillai) London : Macmillan, 1990. 90-95. p.
- Near equilibrium. A research report on cyclic growth. Bp. : Aula, 2004. 144 p.
- A Near equilibrium kínai kiadása. Peking : 2009. 147 p.
- Zwolnienie wzrostu. O globalnych schorzeniach gospodarczych (Lassuló idő); lengyelre ford. Andrzej A. Szeworski; PWN, Warszawa, 1991

### Publicisztikai gyűjteményei
- Kompország ezredfordulója. Bp. : Pesti Szalon Könyvkiadó; Szombathely : Savaria University Press, 1994. 169 p.
- Falraborsó. Válogatott mérgelődések; Savaria University Press, Szombathely, 1997 (Átiratok)